# Ursula Franklin
Ursula Martius Franklin (née le 16 septembre 1921 à Munich - 22 juillet 2016 à Toronto) est une métallurgiste canadienne, chercheuse en physique, auteur et éducatrice qui a enseigné à l'Université de Toronto pendant plus de 40 ans.
Ursula Franklin est l'auteur de The Real World of Technology, qui est basée sur ses conférences Massey de 1989, The Reader: Pacifism as a Map (Ursula Franklin lectrice: le pacifisme comme une carte), une collection de ses écrits, interviews, et des discussions ainsi que le livre intitulé Ursula Franklin Speaks: Thoughts and Afterthoughts, contenant 22 de ses discours et cinq de ses entretiens entre 1986 et 2012. Franklin était une quaker pratiquante. Elle œuvra en tant que pacifiste et féministe. Elle a écrit et prononcé de nombreuses conférences sur la futilité de la guerre et mis de l'avant le lien entre la paix et la justice sociale. Franklin a reçu de nombreux honneurs et distinctions, dont le prix du Gouverneur général en commémoration de l'affaire Edwards v Canada pour la promotion de l'égalité des filles et des femmes au Canada et la médaille Pearson pour la paix pour son travail dans la promotion des droits de l'homme. En 2012, elle a été intronisée au Temple de la renommée des sciences et génie du Canada. À Toronto, une école de niveau secondaire, l'Académie Ursula Franklin (en), a été nommée en son honneur.
Ursula Franklin est surtout connue pour ses écrits sur les effets politiques et sociaux de la technologie. Pour elle, la technologie est beaucoup plus que des machines, des gadgets ou des appareils électroniques. Elle constitue un système complet qui inclut des méthodes, des procédures, de l'organisation, « et surtout, un état d'esprit ». Elle distingue entre technologies holistiques utilisées par les travailleurs ou artisans et technologies prescriptives, celles associées à une division du travail à grande échelle. Les technologies holistiques permettent aux artisans de contrôler leur propre travail du début à la fin, les technologies normatives organisent le travail comme une séquence d'étapes nécessitant une surveillance par les patrons ou gérants. Ursula Franklin soutient que la prédominance des technologies normatives dans la société moderne décourage la pensée critique et favorise « une culture de conformité ».
Pour certains, Ursula Franklin appartient à la tradition intellectuelle d'Harold Innis et Jacques Ellul qui mettent en garde contre la tendance de la technologie à réprimer la liberté et mettre en danger la civilisation. Elle reconnaît sa dette envers Ellul ainsi qu'envers plusieurs autres penseurs, y compris Lewis Mumford, C. B. Macpherson, E.F. Schumacher et Vandana Shiva.

## Premières années et carrière
Ursula Franklin est née à Munich, en Allemagne, le 16 septembre 1921,,. Sa mère était juive et son père venait d'une vieille famille allemande. En raison des persécutions des Juifs par les nazis, ses parents ont tenté d'envoyer leur seule enfant étudier en Grande-Bretagne lorsque éclata la Seconde Guerre mondiale, mais les Britanniques refusèrent de délivrer un visa d'étudiant pour toute personne de moins 18 ans. Durant la guerre, ses parents furent internés dans des camps de concentration. Elle-même fut envoyée dans un camp de travail forcé. Miraculeusement, la famille a survécu à l'Holocauste et a été réunie à Berlin après la guerre.
Franklin confia, un jour, qu'elle avait décidé d'étudier la science parce qu'elle allait à l'école à une époque où l'enseignement de l'histoire était censuré. « Je me souviens d'un réel plaisir subversif... » a-t-elle déclaré à un interviewer de nombreuses années plus tard, « du fait qu'il n'y avait pas d'autorité qui pourrait changer les lois de la physique ni la conduite des mathématiques ». En 1948, Franklin a reçu son Ph .D. en physique expérimentale à l'université technique de Berlin. C'est à cette époque qu'elle commença à chercher une occasion de quitter l'Allemagne après avoir réalisé qu'il n'y avait pas lieu de demeurer dans son pays natal pour quelqu'un de fondamentalement opposée au militarisme et à l'oppression. Franklin choisit d'émigrer au Canada après avoir reçu une bourse de recherche postdoctorale à l'Université de Toronto. Elle a ensuite travaillé pendant 15 ans (de 1952 à 1967) en tant que chercheur principal à la Fondation de recherche de l'Ontario. En 1967, Ursula Franklin est devenue la première femme professeur à la Faculté de génie de l'Université de Toronto alors qu'elle était devenue une experte en métallurgie, en particulier, et dans la science des matériaux, en général.

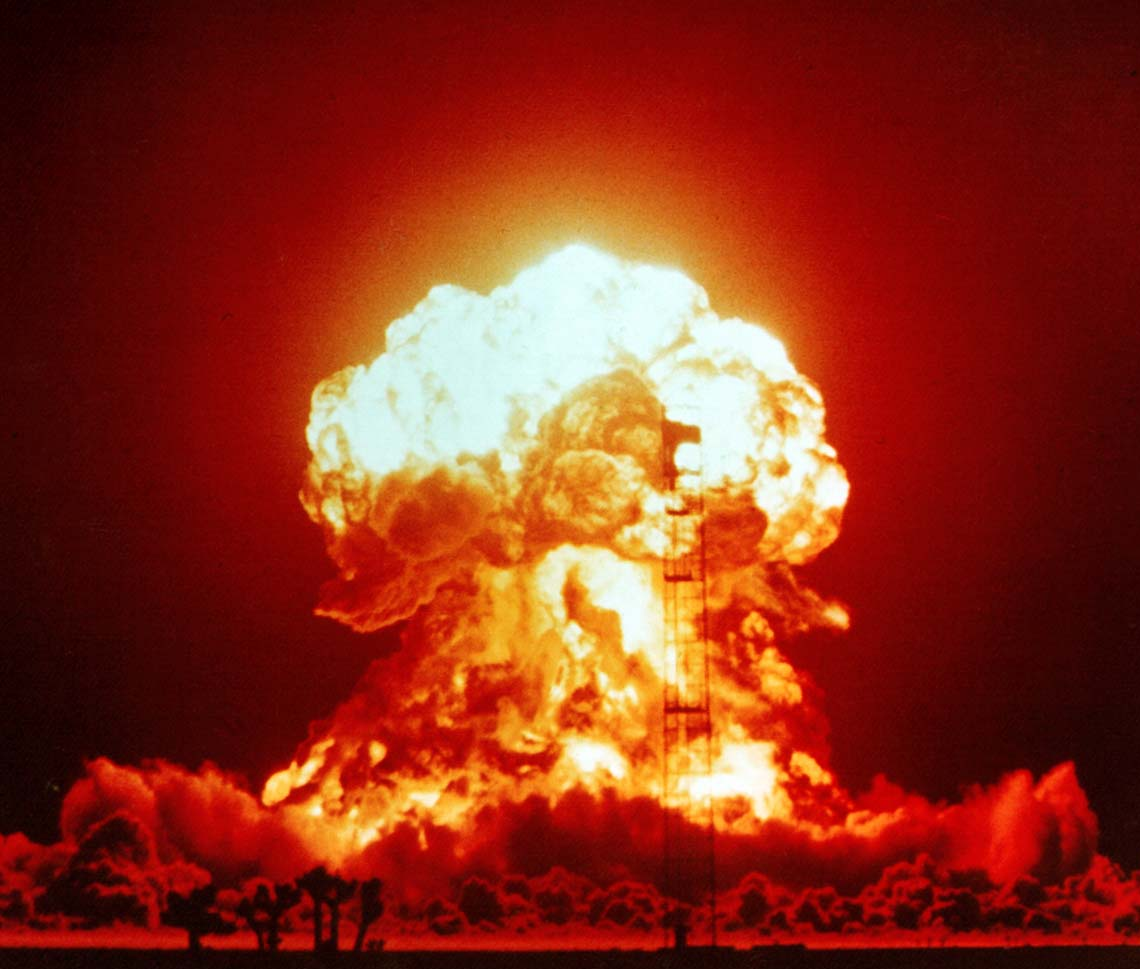
Un test d'armes nucléaires américaines en 1953. Ursula Franklin contribua à mettre fin à ces tests.

Franklin a été une pionnière dans le domaine de l'archéométrie, domaine qui applique l'analyse des matériaux à l'archéologie. Elle a travaillé, par exemple, sur la datation de bronzes préhistoriques, d'objets en cuivre et en céramique. Au début des années 1960, Ursula Franklin étudia les concentrations de strontium 90 dans les dents des enfants, isotope radioactif dont la production survint à la suite de tests d'armes nucléaires. Les résultats qu'elle obtint contribuèrent à la cessation des essais nucléaires atmosphériques. Ursula Franklin a publié plus d'une centaine d'articles scientifiques et de contributions à des ouvrages sur la structure et les propriétés des métaux et alliages ainsi que sur l'histoire et les effets sociaux de la technologie.
En tant que membre du Conseil des sciences du Canada durant les années 1970, elle a présidé une étude influente sur la conservation des ressources et la protection de la nature. Le rapport de l'étude effectuée en 1977, Le Canada en tant que société de conservation, a recommandé une large gamme de mesures visant à réduire le gaspillage et, conséquemment, la dégradation de l'environnement. Ce travail lui a permis de façonner ses idées sur la complexité de la société technologique moderne.
Ursula Franklin a également été active dans Voice of Women (VOW) (la Voix des femmes), maintenant Canadian Voice of Women for Peace (en) (la Voix des femmes canadiennes pour la paix), l'un des principaux organismes canadiens de défense sociale. En 1968, elle et Muriel Duckworth (en), la présidente de Voice of Women, présentèrent un mémoire au Comité de la Chambre des communes affirmant que le Canada et les États-Unis avaient conclu des accords commerciaux militaires sans débat public adéquat. Elles firent valoir que ces accords commerciaux ont rendu difficile pour le Canada d'adopter des positions de politique étrangère indépendantes telles qu'une demande d'un retrait militaire immédiat des troupes américaines du Sud-Vietnam. En 1969, Ursula Franklin et Duckworth demandèrent à un comité du Sénat canadien de recommander que le Canada cesse ses recherches sur les armes chimiques et biologiques et d'utiliser plutôt ces fonds pour la recherche sur l'environnement et la médecine préventive. Cette même année, elle fit également partie d'une délégation qui a exhorté le gouvernement fédéral à se retirer de l'Organisation du traité de l'Atlantique nord et d'établir une agence spéciale pour superviser le désarmement sur le territoire canadien.
Dans les années 1980, elle participa à une campagne organisée pour gagner le droit pour les objecteurs de conscience à réorienter une partie de leurs impôts sur le revenu pour des fins pacifiques plutôt que militaires. Son article de 1987, écrit pour soutenir cette campagne, a fait valoir que le droit bien reconnu de refuser le service militaire pour des raisons de conscience devrait être étendu pour inclure le droit de refuser de payer des impôts pour les préparatifs de guerre. Ursula Franklin a affirmé que la liberté de conscience de l'article 2 de la Charte canadienne des droits et libertés garantit cette forme de l'objection de conscience. Son article avait pour but de faire partie d'un appel à la Cour suprême du Canada. Les tribunaux de première instance avaient retenu le grief jugeant qu'il y avait violation de la loi de l'impôt sur le revenu. En revanche, en 1990, la Cour suprême refusa d'entendre la cause,.
À la suite de la retraite d'Ursula Franklin, elle et plusieurs autres femmes, membres du corps professoral à la retraite, déposèrent une poursuite en recours collectif contre l'Université de Toronto affirmant qu'elle s'était injustement enrichie en payant les femmes professeurs d'un salaire moindre que celui des hommes pour une qualification comparable. En 2002, la poursuite a été réglée lorsque l'université a reconnu que beaucoup de ses professeurs femmes avaient souffert de barrières entre les sexes et de discrimination salariale au cours de leur carrière. En conséquence, environ 60 de ces femmes professeurs à la retraite reçurent une indemnité d'équité salariale, règlement destiné à compenser les salaires et les pensions plus bas qu'elles avaient reçues.
Ursula Franklin continue d'entretenir des liens avec le Collège Massey de l'Université de Toronto à titre de membre senior distingué et de résidente senior. Ses nombreuses activités comprennent l'encouragement des jeunes femmes à faire carrière en science, la promotion de la paix et de la justice sociale, et de parler et d'écrire à propos des effets sociaux de la science et de la technologie. Beaucoup de ses articles et discours sur le pacifisme, le féminisme, la technologie et l'enseignement sont regroupés dans l'ouvrage The Ursula Franklin Reader publié en 2006.
En avril 2013, Ursula Franklin fait don de sa vaste collection d'écrits consacrés à la culture et l'histoire chinoise à l'Institut Confucius au Collège Seneca (en), à Toronto. La collection comprenait plus de 220 textes, des livres, des publications et des revues d'interprétation de la culture et de l'histoire chinoise dans la perspective de savants occidentaux. Elle contenait également certains de ses documents de travail et fichiers.

## Pacifisme, féminisme et guerre

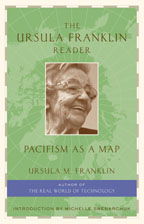
Couverture du livre d'Ursula Franklin sur le pacifisme, le féminisme, la technologie, l'enseignement et l'apprentissage publié en 2006

Dans l'avant-propos de son recueil de 2006, Ursula Franklin explique que son intérêt continu dans les structures, dans ce qu'elle appelle « l'arrangement et l'interaction des parties dans son ensemble », a été à l'origine de la plupart de ses activités. En regardant en arrière, après près de 40 ans, elle ajoute : « Je me rends compte que j'ai mené mon combat en ayant à l'esprit cette question fondamentale : « Comment peut-on vivre et travailler comme un pacifiste ici et maintenant et aider à structurer une société dans laquelle l'oppression, la violence et les guerres diminueraient et la coopération, l'égalité et la justice augmenteraient ? » » Dans le cadre de la réponse, Ursula Franklin fait usage d'une métaphore faisant appel à la cartographie pour expliquer son cheminement intellectuel. « De plus en plus, je trouve les cartes de la sagesse conventionnelle insuffisantes pour mes voyages », écrit-elle. « J'en suis venue à ne pouvoir ni ne vouloir orienter ma vie selon les cartes nationales représentant les domaines tels que « eux » et « nous », « bons » et « méchants », « gagner », « vaincre et être vaincu », bref, toutes ces cartes dressées pour le voyage vers le gain privé et la promotion personnelle ». Elle conclut qu'elle a été guidée dans la compréhension de ce qu'elle appelle « le monde réel » par « les cartes du pacifisme et du féminisme ».

### Pacifisme et conscience
Ce qu'elle appelle « la vision quaker du monde » occupe une place centrale dans sa vision de la vie. La conscience individuelle est au cœur de cette vision, à savoir la nécessité de discerner les moyens appropriés de travailler pour la paix partout à tout moment « plutôt que de s'en remettre à un ensemble de règles invariables de conduite ». Elle fait remarquer que depuis plus de 300 ans, les quakers se sont opposés à la guerre et la violence de même qu'au service militaire et la conscription. Ils ont travaillé sur la réconciliation, la recherche de la paix et le désarmement et, dans de nombreux pays, ont gagné le droit pour les objecteurs de conscience d'accomplir un service de remplacement au lieu de prendre part à la guerre. Franklin remarque que les principes quakers n'ont pas changé, mais la technologie a changé la nature de guerre. Dans une société technologique moderne, soutient-elle, il n'y a plus de frontière claire entre la guerre et la paix. La planification de la guerre est constante en temps de paix et quand les guerres sont menées, les femmes et les enfants deviennent des cibles. Les nations ne dépendent plus essentiellement sur la conscription des recrues militaires, mais peuvent désormais compter sur des systèmes d'armement avancés qui sont coûteux à construire ou acquérir. Elle a écrit que la course aux armements est entraînée par un « impératif technologique » qui exige la création d'un ennemi comme une institution sociale permanente :

« Les technologies d'armes modernes, y compris la recherche et le développement requis, sont particulièrement coûteux. Le temps nécessaire entre la recherche initiale et le déploiement de systèmes d'armes peut être aussi long qu'une décennie, au cours de laquelle le gouvernement doit assurer la sécurité financière et la justification politique pour le projet. En d'autres termes, l'État ne fournit pas seulement le financement mais identifie également un ennemi extérieur crédible qui justifie une telle dépense. »

Franklin souligne que la nature technologique de la guerre oblige les États à mobiliser les ressources nécessaires pour développer les dispositifs hi-tech conçus pour la destruction. Ainsi, les gens opposés à la guerre sont contraints par l'impôt à payer pour les préparatifs de guerre, même si elle viole leur conscience individuelle.

### Paix et justice sociale
Dans son document de 1987, Réflexions sur la théologie et la paix (Reflections on Theology and Peace), Ursula Franklin soutient que « la paix n'est pas l'absence de guerre mais l'absence de peur ». Elle affirme toutefois que la peur de la guerre et de la violence n'est pas le seul type de peur qui détruit la paix. Elle comprend les craintes découlant par exemple, de l'insécurité économique, le chômage et le manque d'abris adéquats. Elle met en évidence ce qu'elle appelle « le système de la menace » qui gère les gens en instillant la peur et l'incertitude à tous les niveaux de la société.
Pour elle, la justice sociale est l'élément essentiel nécessaire pour bannir la peur et apporter la paix. La justice signifie se libérer de l'oppression, mais elle implique aussi l'égalité pour tous. « Dans les yeux de Dieu (...) toutes les créatures ont une valeur et sont des sujets de même soin et amour. De même, dans une société de justice et de paix, tous les gens importent également ». Franklin suggère que dans les sociétés axées sur le consommateur, la guerre et la violence sont le résultat inévitable d'un mode de vie avide de consommation qui rejette la justice bienveillante et sociale. Elle cite l'historien Lewis Mumford faisant remarquer que, pendant la montée du capitalisme, les péchés de l'avidité, la gourmandise, l'avarice, l'envie et le luxe sont devenus vertus cardinales. Mumford poursuit en affirmant que le « ...changement moral qui a eu lieu sous le capitalisme peut se résumer dans le fait que les limites, les buts, et les besoins humains n'exercent plus d'influence sur l'orientation de l'industrie : les gens travaillent, non plus pour se maintenir en vie, mais pour augmenter leur richesse et leur pouvoir et flatter ainsi leur ego qui trouve satisfaction dans de vastes accumulations d'argent et de pouvoir ». Franklin étend l'argument de Mumford aux nouvelles réalités mondiales telles que les économies militarisées dépendantes de la production des armes et des frontières nationales de plus en plus fermées aux réfugiés. « Toute théologie moderne de la paix... (écrit-elle), ...doit, je pense, prendre en compte la dérive dans le monde entier vers le « techno-fascisme », les anti-peuple, l'anti-justice, forme de la gestion globale et de partage du pouvoir qui se développe autour du monde ».

### Guerre et mondialisation
Franklin soutient que la fin de la guerre froide a apporté deux changements principaux. Tout d'abord, la menace de guerre entre les États-Unis et l'Union soviétique a été remplacée par des guerres régionales parmi les petits États. Deuxièmement, la guerre a été transposée à ce que Franklin appelle « une autre clé » : la lutte pour la domination commerciale et économique mondiale. Elle affirme que cette nouvelle forme de guerre est maintenant appelée la mondialisation et que ses champs de bataille sont les marchés boursiers et monétaires mondiaux. Cette guerre économique définit l'ennemi comme tous ceux qui se soucient des valeurs de la communauté. « Peu importe ce qui ne peut pas être simplement acheté et vendu (...) ce qui ne peut être exprimé en termes d'argent et de transactions se dresse sur le chemin du « marché » comme un territoire ennemi à être occupé, transformé et conquis ». Une stratégie principale dans ce genre de guerre est la privatisation des domaines autrefois publics tels que la culture, les soins de santé, les prisons et l'éducation pour générer du profit privé. Franklin soutient que les nouveaux seigneurs de la guerre économique ou « marketeurs » ont pour but, par exemple, de transformer « la mauvaise santé ou la misère de nos voisins en opportunités d'investissement pour le prochain tour du capitalisme ». Elle fait valoir que ces « bonzes du marché » sont devenus des forces d'occupation servies par des « gouvernements fantoches qui dirigent le pays pour le bénéfice des occupants ». Franklin a également noté que, dans la politique démocratique, l'économie est tout ce qui semble importer. « Le Canada n'a presque pas de politique étrangère (...) mais fait plutôt partie d'un réseau complexe d'accords commerciaux ».
Franklin recommande que la résistance prenne la forme d'un refus de parler la langue de l'occupant. Ce langage comprend des termes tels que « parties prenantes », « utilisateurs », « fournisseurs de soins de santé » et « consommateurs de l'éducation » qui se réfèrent aux enseignants et étudiants, médecins, infirmières, patients et communautés. Elle appelle également à la résistance par des contestations judiciaires et « l'utilisation créative des médias électroniques pour contourner le contrôle de l'information par les forces d'occupation ». Enfin, elle se révèle être une fervente partisane de la politique par les citoyens, un mouvement civique qui se concentre sur des solutions pratiques aux problèmes communs allant de l'absence de la paix à l'itinérance ou encore la congestion de la circulation locale. Elle invite les citoyens à s'asseoir ensemble pour discuter et clarifier les préoccupations morales et politiques communes. Elle écrit que la politique citoyenne ne cherche pas à renverser les gouvernements existants mais à les améliorer. Le mouvement essaie aussi de défendre les communautés contre ceux qui ont l'intention de « …transformer le globe en une géante base de ressources commerciales, tout en refusant un habitat décent et approprié à beaucoup de citoyens du monde ».

### Réflexions sur les attentats du 11 septembre 2001
Toujours, dans ses écrits, discours et interviews, Ursula Franklin insiste pour que la guerre et sa violence ne soient pas seulement moralement répréhensible, mais également inefficaces, peu pratiques et peu coûteuses. Lors d'une interview à la radio diffusée deux jours après les attentats du 11 septembre 2001 aux États-Unis, elle a fait valoir que la violence est aujourd'hui toujours infructueuse, même pour les puissants qui essaient de l'utiliser. « Rien n'a été résolu par la violence au cours des cinquante dernières années», a-t-elle déclaré. "La pensée rationnelle voulant que la force ne fonctionne pas, même pour l'exécuteur, nous regarde en face ». Dans un article de journal publié juste avant le premier anniversaire des attentats du 11 septembre, Franklin a écrit : « Il est essentiel de reconnaître que les mesures de guerre et la guerre sont des instruments fondamentalement dysfonctionnels de résolution de problèmes. La violence engendre davantage de violence, la guerre engendre de nouvelles guerres, plus d'ennemis et plus de souffrance ».
Elle a suggéré qu'il aurait été plus efficace si, au lieu de lancer une guerre contre le terrorisme, les États-Unis avaient interprété ces attaques comme un séisme politique au lieu d'un acte de guerre. Elle a fait valoir que les structures sociales et politiques sont aussi intrinsèquement instables que les structures géologiques. « Les fissures géologiques et les terroristes humains sont créés dans un contexte de forces qui peut être compris et parfois atténué mais ne peut être éliminé par les bombardements ».
Franklin affirme que le militarisme est le développement ultime de structures sociales hiérarchiques et de systèmes basés sur la menace. « Ils travaillent tous sous l'hypothèse implicite que certaines personnes sont beaucoup moins importantes que d'autres, et que tous les gens ne représentent un intérêt que tant qu'ils sont nécessaires pour soutenir le système ou le justifier ». Elle a fait remarquer que de nombreux défenseurs éminents des droits des femmes tels que Jane Addams et Sylvia Pankhurst étaient pacifistes. « Pour moi, la lutte pour les droits des femmes et l'opposition au militarisme sous toutes ses formes sont les deux faces de la même médaille ».
Quand un interviewer de la chaine de radio CBC lui suggéra que ses idées sur la paix et la justice ne sont pas connectées avec ce qui se passe réellement dans le sillage des évènements du 11 septembre, elle fut d'accord : « Oui, vous avez parfaitement raison. Elles sont totalement déconnectées. J'ai passé la meilleure partie de ma vie à essayer de mettre ces pensées dans le ruisseau qui prend les décisions, et j'ai échoué de façon retentissante. Cela, je pense, est une réflexion sur ma capacité dans le climat de l'époque, non pas sur la valeur de ma pensée ».

## Société technologique
Pour Ursula Franklin, la technologie est un ensemble de pratiques « ici et maintenant » plutôt qu'une gamme de machines ou gadgets. Elle se définit aussi comme un vaste système. « La technologie implique une organisation, des procédures, des symboles, des mots nouveaux, des équations, et, surtout, un état d'esprit ». Sa définition est similaire à celle du concept de la technique du penseur français, Jacques Ellul. Comme Ellul, Franklin affirme que les méthodes technologiques dominent le monde moderne. « La technologie a construit la maison dans laquelle nous vivons tous (...) aujourd'hui, il n'y a guère d'activité humaine qui ne se produit pas dans cette maison ». En tant que telle, la technologie est un élément central de l'« ici et maintenant ». « Dans le sens le plus large du terme, l'« ici et maintenant » est notre environnement, qui constitue tout ce qui existe autour de nous : l'évolution constante de la nature, ce que nous construisons, les structures institutionnelles et sociales au sein de laquelle les activités humaines ont lieu ». Franklin considère ses réflexions sur la technologie comme une tentative de comprendre comment les pratiques technologiques affectent l'avancement de la justice et de la paix.

### Technologies holistiques et normatives
Selon Ursula Franklin, la technologie n'est pas un ensemble d'outils neutres, de méthodes ou de pratiques. Elle affirme que les différentes catégories de la technologie ont des effets sociaux et politiques nettement différents. Elle distingue, par exemple, entre les technologies liées au travail et celles liées au contrôle. Les technologies liées au travail, comme les machines à écrire électriques, sont conçues pour rendre les tâches plus faciles. Le traitement de texte informatisé permet d'écrire encore plus facilement. Mais quand les ordinateurs font partie d'un système de stations de travail reliées entre elles, la technologie sert alors pour un usage lié au contrôle. « Maintenant, les travailleurs peuvent être chronométrés ». Ursula Franklin écrit : « les affectations peuvent être brisées, et l'interaction entre les opérateurs peut être surveillée ».

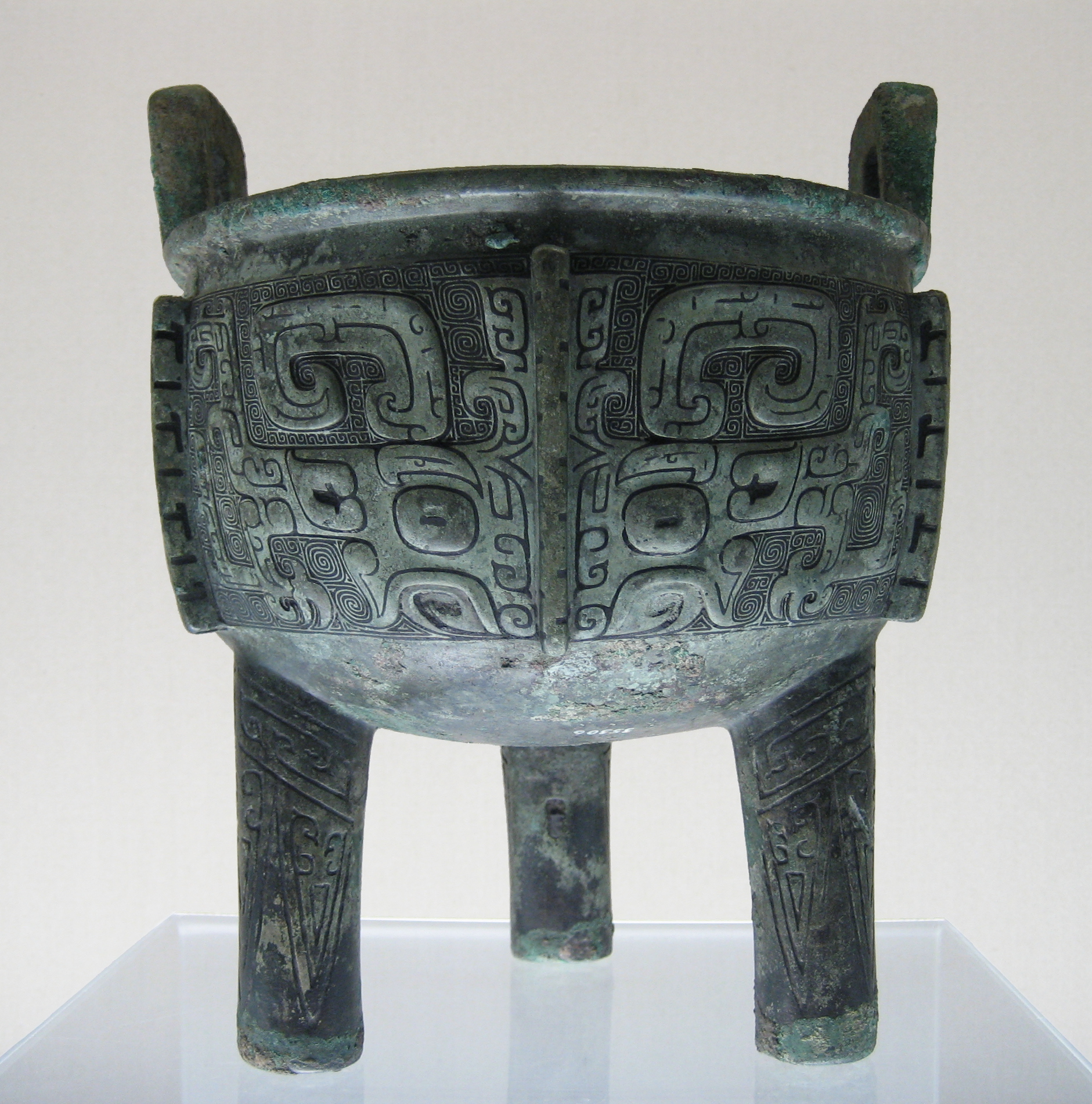
Un ancien bronze chinois Ding. Ursula Franklin décrit les méthodes normatives utilisées dans la production de ces vases rituels.

Ursula Franklin étend la distinction entre les technologies liées au travail et celles liées au contrôle au concept plus large de technologies holistiques et technologies prescriptives. Cela lui permet de considérer les implications sociales de la façon dont le travail est effectué. Elle écrit que les technologies holistiques sont généralement associées à l'artisanat. « Les artisans, qu'ils soient potiers, tisserands, forgerons, ou cuisiniers, contrôlent le processus de leur propre travail du début à la fin ». « Les artisans peuvent se spécialiser dans un type particulier de produit, mais ils sont toujours en contrôle total du processus de production et chaque objet qu'ils créent est unique ». « Les technologies normatives, d'autre part, fragmente le travail en une série d'étapes distinctes, standardisées. Chaque étape est réalisée par un travailleur indépendant, ou un groupe de travailleurs, qui n'ont besoin de se familiariser qu'avec les compétences de l'exécution de cette seule étape ».
Bien que la division du travail inhérente à des technologies normatives est généralement associée à la révolution industrielle, Franklin souligne que de telles méthodes de production ont été utilisées depuis l'Antiquité. Le coulage du bronze en Chine en 1200 av. J.-C., par exemple, exigeait un processus de production étroitement contrôlé ainsi qu'une stricte division du travail. Ursula Franklin écrit que quand elle a étudié le coulage du bronze en Chine en tant que métallurgiste, « la signification sociale extraordinaire des technologies prescriptives...[se fit jour]. Je commençais à comprendre ce que signifie ce type de technologie, et pas seulement en termes purement techniques, mais également en termes de discipline, de planification, d'organisation et de commandement ».

### Culture de la technologie de la conformité
Ursula Franklin soutient que dans la société moderne, les technologies relatives aux contrôles et les technologies prescriptives sont dominantes. « Lorsque le travail est organisé comme une séquence d'étapes exécutables séparément, le contrôle sur le travail se déplace à l'organisateur, au patron voire au directeur », écrit-elle. « En termes politiques, les technologies normatives sont des conceptions en matière de conformité ». Pour elle, les travailleurs habitués à suivre les règles prescriptives se sont habitués à voir le contrôle externe et la conformité interne comme normal et nécessaire. Ils en viennent aussi à croire qu'il n'y a qu'une seule façon prescrite d'effectuer une grande variété de tâches. « Bien que nous ne devons pas oublier que ces technologies normatives sont souvent très efficaces et efficientes, elles viennent avec une énorme hypothèque sociale. L'hypothèque signifie que nous vivons dans une culture de respect, que nous sommes de plus en plus conditionnés à accepter l'orthodoxie comme normale, et à accepter qu'il n'y a qu'une seule façon de faire « ça » ».
Franklin souligne que l'application des technologies normatives va au-delà de la production des matériaux pour inclure dans son sillage les domaines de l'administration, du gouvernement et des services sociaux. Elle fait valoir que les tâches qui nécessitent d'apporter soins et nourriture aux personnes, dans les domaines de la santé et l'éducation par exemple, sont mieux accomplies de manière holistique. Pourtant, ces tâches sont de plus en plus sous l'emprise des technologies normatives basées sur ce que Franklin appelle un modèle de production. Le professeur Heather Menzies, l'une de ses admiratrices, décrit, par exemple, comment les tâches de soins infirmiers sont effectuées en conformité avec une présélection, des listes de contrôle informatisées qui laissent peu de temps libre pour faire face à l'imprévu ou parler avec les patients qui sont seuls ou en détresse. Franklin, quant à elle, remarque que les écoles et les universités favorisent la promotion des élèves en fonction de calendriers de production stricts et pourtant, précise-t-elle, « ...s'il y a un processus holistique, un processus qui ne peut être divisé en étapes rigides, prédéterminées, c'est l'éducation ».

### Technologie et puissance

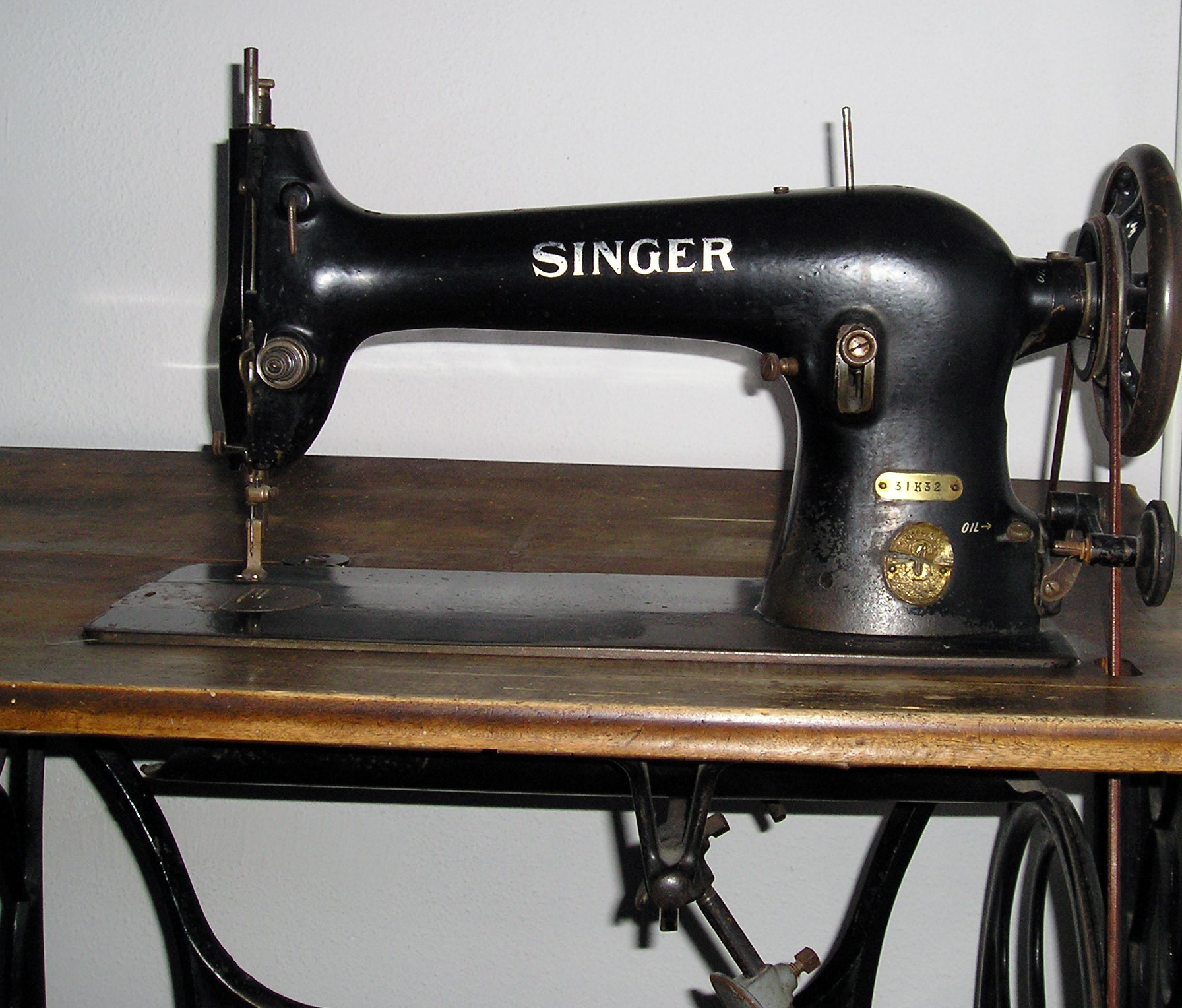
Ursula Franklin écrit que coudre sur des machines à usage domestique telles que celle-ci a donné place à la production industrielle de vêtements peu coûteux dans des ateliers clandestins qui ont exploité le travail des femmes.

Ursula Franklin rejette l'idée que les technologies puissantes déterminent automatiquement les façons dont les gens vivent et travaillent. Elle soutient que les utilisations de la technologie ne sont pas prédestinées, mais sont le résultat de choix conscients. Les technologies normatives dominantes en place établissent des structures de pouvoir et de contrôle qui font suite à ce que Franklin considère comme des patrons de mâle dominant tels que la hiérarchie, l'autoritarisme, la concurrence et l'exclusion. Les travailleuses sont souvent victimes de ces modèles. Les machines à coudre mécaniques furent introduites en 1851 avec la promesse qu'elles allaient libérer les femmes des corvées ménagères. Mais quand ces machines se sont retrouvées dans des ateliers clandestins pour produire des vêtements à faible coût, la nouvelle technologie a été utilisée pour exploiter les travailleuses. « Une technologie strictement normative avec la division classique du travail fit son apparition ». « Dans l'évolution ultérieure de l'industrie du vêtement, une grande partie de la conception, la coupe, et l'assemblage commença à être automatisé, souvent à l'exclusion complète des travailleurs ». Elle cite des exemples similaires dans d'autres industries. Par exemple, les femmes standardistes qui contribuèrent à l'introduction du réseau téléphonique furent remplacées par des tableaux automatisés. De leur côté, les secrétaires qui avaient du mal à faire fonctionner les premiers modèles de machine à écrire finirent par exécuter des tâches de plus en plus fragmentées et dénuées de sens.
« Beaucoup de systèmes technologiques, quand on les examine selon leur contexte et leur conception globale, sont fondamentalement anti-personne », écrit Franklin. « Les gens sont considérés comme des sources de problèmes tandis que la technologie est perçue comme une source de solutions ». En conséquence, les gens vivent et travaillent dans des conditions structurées pour le bien-être de la technologie, même si les fabricants et les promoteurs présentent toujours de nouvelles technologies libératrices. « Les rêves de déplacement en avion, de transport privé rapide, de communication instantanée à travers les continents ou de machines utiles, censés libérer du stress du dur labeur ou des corvées à la maison ». Mais une fois que ces technologies sont acceptées et standardisées, souvent, elles asservissent et déplacent leurs utilisateurs. Franklin soutient que le travail pourrait être réalisé de manière moins prescriptive dans des lieux de travail qui sont moins rigidement hiérarchiques si nous décidions d'adopter des pratiques plus globales, basées sur la façon dont les femmes travaillent traditionnellement dans la gestion de ménages par exemple, ou dans les soins pour les enfants.

### Les technologies de communication
Ursula Franklin affirme que les puissantes technologies de communication ont remodelé les réalités politiques et sociales éloignant les gens les uns des autres et de leurs environnements immédiats. La radio et la télévision par exemple, transmettent des informations instantanément sur des distances telles que les réalités qu'elles concernent sont très éloignées de l'expérience des personnes dans leur voisinage et leur lieu de travail. Franklin appelle ces messages « pseudoréalités ». Elle écrit qu'ils sont basés sur des images qui sont construites, mises en scène et sélectionnées pour créer des effets émotionnels et l'illusion de se trouver sur place en tant que participant, et non en tant qu'observateur. Elle affirme toutefois que les technologies de communication unidirectionnelles réduisent et même éliminent la réciprocité de la communication en face-à-face.
Selon Franklin, les fragments sélectifs ou « pseudoréalités » qui deviennent des reportages sont réalisés pour attirer et retenir l'attention des gens en se concentrant sur l'insolite. Elle reconnaît que personne n'est contraint de regarder la télévision ou écouter la radio; les gens peuvent explorer d'autres canaux de communication. Mais les « pseudoréalités » créées par les médias sont toujours là « ...et le monde est structuré pour croire en eux ». Elle fait valoir que ces images ont envahi une grande partie de notre réalité quotidienne, comme une force d'occupation extrêmement puissante. « Et quelque part, quelqu'un devra demander : « Comment est apparu le droit de modifier notre environnement mental, de modifier les constructions de nos esprits et les sons qui nous entourent et qui semble avoir surgit sans avoir obtenu le consentement de personne ?» ».

### Silence et communautés
Franklin écrit que « Le silence possède des similitudes frappantes [avec] les aspects de la vie en communauté, tels que l'eau, l'air ou le sol non pollués qui étaient autrefois considérés comme normaux mais sont devenus spéciaux et précieux dans des environnements médiatisés par la technologie ». Elle fait valoir que la capacité technologique de séparer le son enregistré de sa source rend le son aussi permanent que la muzak qui joue sans cesse dans les lieux publics sans le consentement de tout le monde. Pour elle, pareille musique est une technologie de manipulation programmée pour générer des réponses émotionnelles prévisibles et augmenter le profit privé. Elle compare cette destruction de silence aux lois d'enclosure britanniques qui conduisirent les paysans à clôturer les communs pour l'agriculture privée.
Franklin soutient que le noyau de la force du silence est son ouverture aux événements imprévus. Les quakers, écrit-elle, adorent Dieu dans le silence collectif. Elle déclare lors d’une conférence en 1993 sur le paysage sonore (acoustic ecology (en)) : « Je pense que si l'un de vous a assisté à une réunion quaker, en particulier sur une base régulière, vous constaterez que tout à coup, dans le silence, quelqu'un va parler de quelque chose qui venait d'entrer dans votre esprit. C'est une chose étonnante, mais la force du silence collectif est probablement l'une des forces spirituelles les plus puissantes ». Ses supporteurs défendent le droit humain au silence public - disposer d'ascenseur ne diffusant pas de musique, par exemple, ou encore de pièces calmes dans les bâtiments publics. Elle recommande également de débuter et terminer des réunions avec quelques minutes de silence.

## Vie personnelle
En 1952, Ursula Franklin a épousé Fred Franklin qui avait été en contact avec des quakers en Angleterre. Ils n'avaient pas de famille au Canada et, après la naissance de leurs deux enfants, ils cherchèrent un lieu où vivre leur vie spirituelle. « Nous étions pacifistes avant d'être quakers, mais ce fut pour nous une transition très facile, et le quakerisme a été pour nous et nos enfants une très bonne maison et une famille élargie ».

## Prix et distinctions
Ursula Franklin a reçu de nombreux prix et distinctions au cours de sa longue carrière. En 1984, elle est devenue la première femme à l'Université de Toronto à être nommée professeur d'université, un titre spécial qui est la plus haute distinction décernée par l'université. Elle a été nommée Officier de l'Ordre du Canada en 1981 et Compagnon de l'Ordre du Canada en 1992. Elle a été nommée à l'Ordre de l'Ontario en 1990. En 1982, elle a reçu le prix du mérite de la ville de Toronto, principalement pour son travail dans la planification de voisinage. Elle fut reçue membre honoraire de la société internationale Gamma Delta Kappa pour les éducatrices en 1985. Deux ans plus tard, elle reçut le prix commémoratif Elsie Gregory McGill pour ses contributions à l'éducation, la science et la technologie. En 1989, elle a reçu le Prix Wiegand qui reconnaît les Canadiens qui ont apporté une contribution importante à la compréhension des dimensions humaines de la science et de la technologie. En 1991, elle a reçu le Prix du Gouverneur général en commémoration de l'affaire Edwards v Canada pour faire avancer l'égalité des filles et des femmes au Canada. La même année, elle reçut la médaille Sir John William Dawson. Elle a reçu également, en 2001, la médaille Pearson pour la paix pour son travail concernant les droits de l'homme. En 2003, elle reçut le prix Sarah-Shorten (pour l'année 2002) décerné pour « les réalisations exceptionnelles observées dans le domaine de l’avancement des femmes dans les universités et collèges canadiens ». En 2004, elle reçut du gouverneur général, Adrienne Clarkson, l'une des distinctions du Massey College honorant ses réalisations exceptionnelles dans le service public. Elle a été intronisée en 2012 au Temple de la renommée des sciences et génie du Canada. Plus d'une douzaine d'universités canadiennes lui ont décerné des diplômes honorifiques dont celui de docteur ès sciences de l'Université Queen's et celui de docteur ès lettres de l'Université Mount Saint Vincent, tous deux décernés en 1985. L'Académie Ursula Franklin (en), une école de niveau secondaire de Toronto, a été nommée en son honneur. 
La Société royale du Canada a créé le Prix Ursula Franklin pour l'étude du genre (autrefois nommé Prix pour l'étude du genre) pour distinguer une contribution importante, dans le domaine des sciences sociales ou humaines liées au genre.

## Citations
(en) Peace is not the absence of war, peace is the absence of fear (« La paix n'est pas l'absence de guerre, la paix est l'absence de peur »
(en) War does not work, not even for the warriors (« La guerre ne fonctionne pas, même pas pour les guerriers »), lors du premier anniversaire des attentats du 11 septembre.

## Publications
- (en) Knowledge reconsidered : a feminist overview = Le savoir en question : vue d'ensemble féministe, Ottawa, Ontario, Canadian Research Institute for the Advancement of Women, 1984.  (ISBN 978-0-919-65344-3)
- (en) Will women change technology or will technology change women?, Ottawa, Ontario, anadian Research Institute for the Advancement of Women, 1985.  (ISBN 978-0-919-65309-2)
- (en) The Real World of Technology (CBC Massey lectures series.), Concord, Ontario, House of Anansi Press Limited, 1992.  (ISBN 0-887-84531-2)
- (en) Every Tool Shapes the Task: Communities and the Information Highway (Discussion Series no  5), Vancouver, Colombie-Britannique, Lazara Press, 1996.  (ISBN 0-920-99930-1)
- (en) The Ursula Franklin Reader: Pacifism as a Map, Toronto, Between the Lines Books, 2006.  (ISBN 1-897-07118-3)
- (en) Ursula Franklin Speaks: Thoughts and Afterthoughts, Franklin, Ursula et Sarah Jane Freeman, McGill-Queen's University Press.  (ISBN 0-773-54384-8)

### Publications sur le sujet
- (en) James Ralph Beniger, The control revolution : technological and economic origins of the information society, Cambridge, Mass, Harvard University Press, 1986, 493 p. (ISBN 978-0-674-16986-9, OCLC 1084278380)
- (en) Kenneth E Boulding, The image; knowledge in life and society,, University of Michigan Press, 1969 (OCLC 298988)
- (en) Jacques Ellul et William H. Vanderburg (trad. du français par Joachim Neugroschel), Perspectives on our age : Jacques Ellul speaks on his life and work, Toronto, Canadian Broadcasting Corp, 1981, 111 p. (ISBN 978-0-88794-094-1 et 978-0-887-94095-8, OCLC 77396584)
- (en) Jacques Ellul (trad. du français par Joachim Neugroschel), The technological system [« Le système technicien »], New York, Continuum, 1980, 362 p. (ISBN 978-0-8164-9007-3 et 978-0-816-40110-9, OCLC 6356064)
- (en) Siegfried Giedion, Mechanization takes command : a contribution to anonymous history, New York, Norton, coll. « Norton library », 1969, 743 p. (ISBN 978-0-393-00489-2, OCLC 2356796)
- (en) George Parkin Grant, Technology and empire; perspectives on North America, Toronto, House of Anansi, 1969 (ISBN 978-0-88784-605-2 et 978-0-887-84705-9, OCLC 1035989860)
- (en) George Grant, Technology & justice, Concord, Ont, Anansi, 1986, 134 p. (ISBN 978-0-88784-152-1, OCLC 180418779)
- (en) Jane Jacobs, Systems of survival : a dialogue on the moral foundations of commerce and politics, New York, Random House, 1992, 236 p. (ISBN 978-0-679-74816-8 et 978-0-394-55079-4, OCLC 28709402)
- (en) Heather Menzies, Fastforward and out of control : how technology is changing your life, Toronto, Macmillan of Canada, 1989, 282 p. (ISBN 978-0-7715-9910-1, OCLC 496862320)
- (en) Heather Menzies, Whose Brave New World? : The Information Highway and the New Economy, Toronto, Between the Lines, 1996, 192 p. (ISBN 978-1-896357-02-7, OCLC 248475497, lire en ligne)
- (en) Lewis Mumford (préf. Langdon Winner), Technics and civilization, Chicago London, The University of Chicago Press, 2010, 495 p. (ISBN 978-0-226-55027-5, lire en ligne)
- (en) Lewis Mumford, The myth of the machine : The Pentagon of Power, New York, Harcourt, Brace & World, 1967, 496 p., 2 vol (ISBN 978-0-15-163974-8 et 978-0-156-62341-4, OCLC 424751)
- (en) David Noble (préf. Stan Weir), Progress without people : new technology, unemployment, and the message of resistance, Toronto, Ont, Between the Lines, coll. « Harvey & Jessie series », 1995, 145 p. (ISBN 978-1-896357-00-3 et 978-1-896-35701-0, OCLC 475727817, lire en ligne)
- (en) Karl Polanyi (préf. Robert M. MacIver.), The great transformation, Boston, Beacon Press, coll. « Beacon paperbacks » (no 45), 1985, 315 p. (ISBN 978-0-8070-5679-0, OCLC 173165)
- Postman, Neil. (1993) Technopoly: The Surrender of Culture to Technology. New York: Vintage Books.  (ISBN 0-679-74540-8)
- Rose, Ellen. Speaking Truth to Power in New Brunswick: A Review-Essay of the Ursula Franklin Reader: Pacifism as a Map. Antigonish Review, # 151, p. 119. October 1, 2007.  (ISSN 0003-5661)
- Schumacher, E. F. (1974) Small is Beautiful: A Study of Economics As If People Mattered. London: ABACUS ed.  (ISBN 0-349-13137-6)
- Shiva, Vandana. (1993) Monocultures of the Mind: Perspectives on Biodiversity and Biotechnology. London and New Jersey: Zed Books Limited.  (ISBN 1-856-49218-4)